# エリック・カリトゥー
エリック・カリトゥー（Éric Caritoux、1960年8月16日 - ）は、フランス、カルパントラ出身の元自転車競技（ロードレース）選手。

## 経歴
1983年にプロ転向。翌1984年のブエルタ・ア・エスパーニャにおいて、アルベルト・フェルナンデスを6秒差退け総合優勝を果たした。この他、国内選手権・個人ロードレースを1988年、1989年と連覇。また、ツール・デュ・オー・ヴァルを1984年、1991年と制覇した。1994年に引退。

## グランツールにおける実績

### ツール・ド・フランス
- 1983 : 24位
- 1984 : 14位
- 1985 : 34位
- 1986 : 20位
- 1987 : 23位
- 1988 : 18位
- 1989 : 12位
- 1990 : 途中棄権
- 1991 : 17位
- 1992 : 37位
- 1993 : 37位
- 1994 : 22位

### ブエルタ・ア・エスパーニャ
- 1984 :  総合優勝
- 1985 : 6位
- 1988 : 11位
- 1989 : 途中棄権

### ジロ・デ・イタリア
- 1987 : 21位